# Roman Abt
Carl Roman Abt (ur. 16 lipca 1850 w Bünzen, zm. 1 maja 1933 w Lucernie) – szwajcarski inżynier. Projektant systemu zębatek Abta używanych w kolei zębatej.